# Krisztián Szabó
Krisztián Szabó (Debrecen, Hungría; 19 de junio de 1974 – 24 de julio de 2024) fue un patinador húngaro especialista en patinaje de velocidad en pista corta que compitió a nivel de Juegos Olímpicos de Invierno.
Krisztián Szabó comenzó a patinar en Debrecen, su ciudad natal, y representó a Hungría como patinador de velocidad en pista corta en los Juegos Olímpicos, los Campeonatos Mundiales y Europeos y la Universiada de Invierno. Integró el equipo de relevos masculino que ganó la medalla de bronce en el Campeonato de Europa de 2001, y al año siguiente pudo competir en los Juegos Olímpicos de Invierno en Salt Lake City.

## Carrera
A nivel de Juegos Olímpicos participó en la edición de Salt Lake City 2002 en el evento de 500 metros donde quedó eliminado en la ronda de clasificación al terminar en tercer lugar del hit 3, siendo el único evento en el que participó.

## Entrenador
Después de su carrera deportiva, trabajó como entrenador en jefe de la Asociación de Patinaje de Szeged, y entre sus alumnos se encontraban, entre otros, Szandra Lajtos, Petra Jászapáti, Zsófia Kónya y Bence Oláh. Dirigió la selección nacional júnior de pista corta durante muchos años. La temporada pasada trabajó como entrenador en jefe de la selección nacional femenina de patinaje de velocidad.